# Prison de Boukhara
La prison de Boukhara est un bâtiment fortifié en Ouzbékistan qui a traditionnellement servi de prison à l'émir de Boukhara. À la fin du XVIIIe siècle, pendant le règne des Manghits, elle fut construite et devint l'une des plus grandes prisons de l'émirat de Boukhara. Après la Révolution de Boukhara, l'effondrement de la monarchie et la formation de la République soviétique populaire de Boukhara, elle a été fermée. Actuellement, elle est considérée comme l'un des endroits remarquables de la ville. Le Musée de l'Histoire légale et judiciaire de Boukhara y est également situé.

## Histoire
La prison a été construite dans la seconde moitié du XVIIIe siècle, pendant la dynastie des Manghits, et est située au nord-ouest de la vieille ville, près du cimetière de Khoja Nizamiddin Bolo, à environ une centaine de mètres au sud de la forteresse d'Ark.

## Architecture
Les alentours de la prison sont entourés d'un mur en argile solide, et au-dessus s'élève une imposante structure en adobe avec des murs renforcés par des contreforts,. L'entrée de la prison se fait par une petite porte ancienne en bois en forme d'arc, à deux étages. La prison est divisée en deux parties : la prison supérieure appelée « zindon-i bolo » et la prison inférieure appelée « zindon-i poyon ». La première partie se compose de plusieurs pièces destinées aux prisonniers. À l'époque, chaque mois, les prisonniers de cette partie étaient soumis à deux séances publiques de flagellation, suspendus à une barre avec des chaînes. Les détenus subissaient la punition pieds nus, sans aucune protection. La deuxième partie est un puits profond d'un diamètre de 5 mètres et d'une profondeur de 6,5 mètres, entouré d'un mur élevé surmonté de créneaux où les criminels étaient placés, et leur nourriture était également descendue de la même manière,,.
Dans de nombreux États musulmans de cette époque, des puits profonds étaient utilisés pour déshonorer les prisonniers ou ceux reconnus coupables de crimes graves. Ils étaient spécialement destinés aux hauts fonctionnaires tombés en disgrâce pour diverses raisons. Le plus souvent, les rebelles, les meurtriers, les voleurs, les bandits, les débiteurs (si la peine de mort ne leur était pas imposée), ceux en attente d'exécution (si la peine de mort n'avait pas encore été exécutée) et les conspirateurs en attente de procès étaient jetés dans la prison. La cour comprend des bâtiments construits avec différents types d'adobe, appartenant à différentes périodes historiques. Cela inclut la salle des gardiens de prison, les quartiers des collecteurs d'impôts, les chambres des débiteurs et les cellules pour les prisonniers politiques ainsi que ceux condamnés à mort. La prison de Boukhara est incluse dans la liste du patrimoine mondial de l'UNESCO en tant que partie intégrante du patrimoine global de l'Ouzbékistan. En 2020, certains épisodes du film sur Behbudiy[Quoi ?] ont été tournés dans la prison.

## Galerie

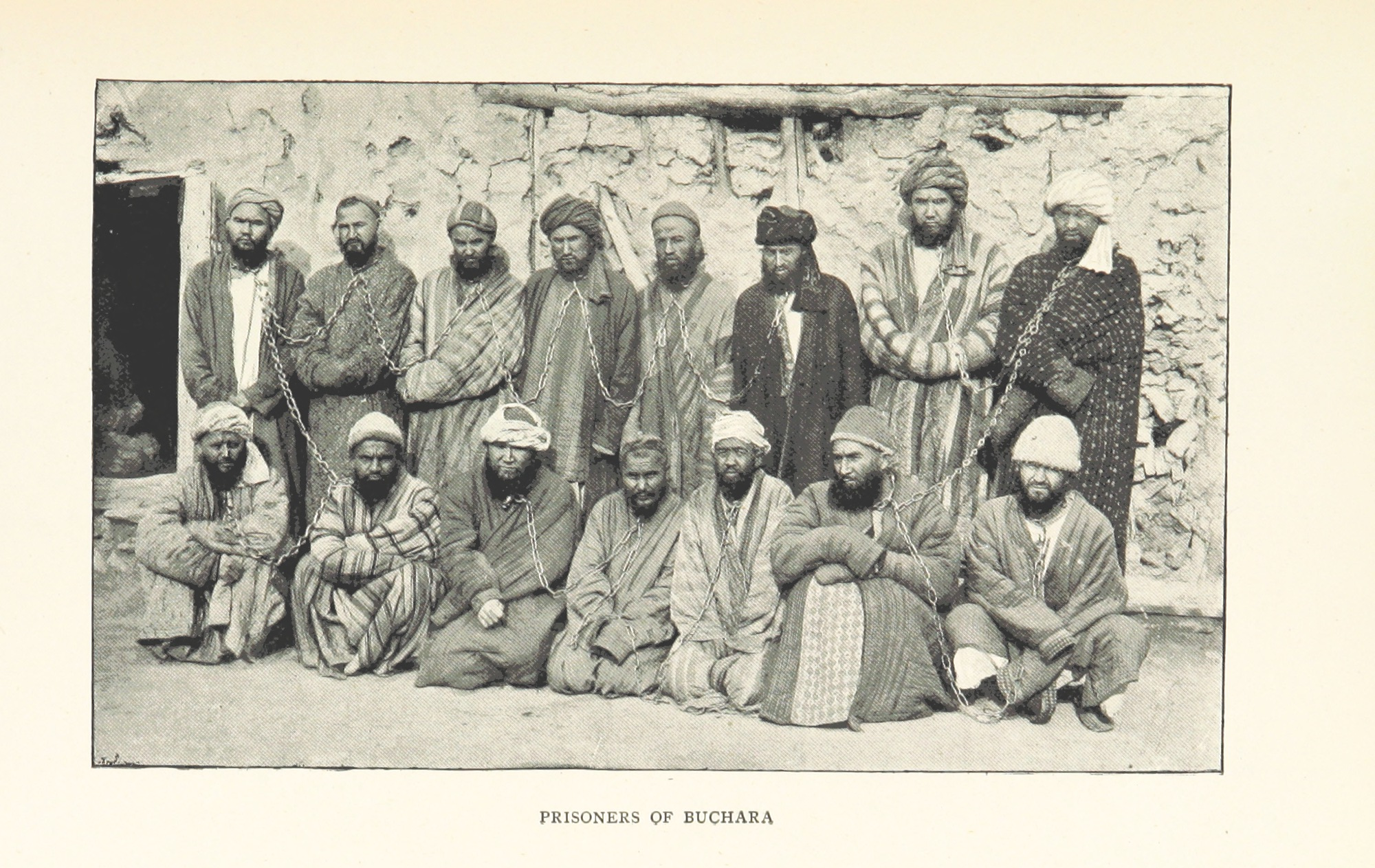
Un groupe de prisonniers à Boukhara, 1899.
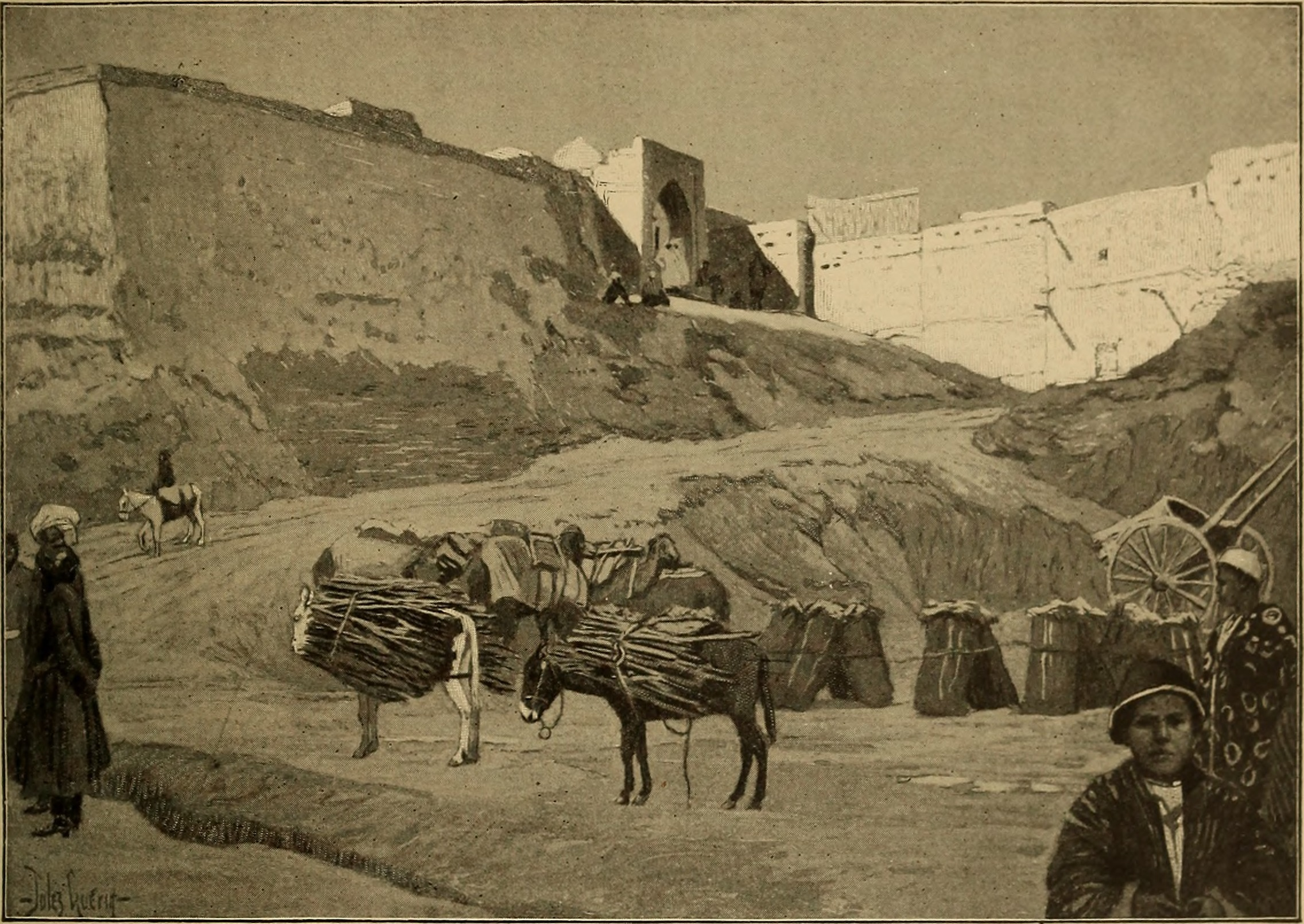
La prison de Boukhara, 1902.
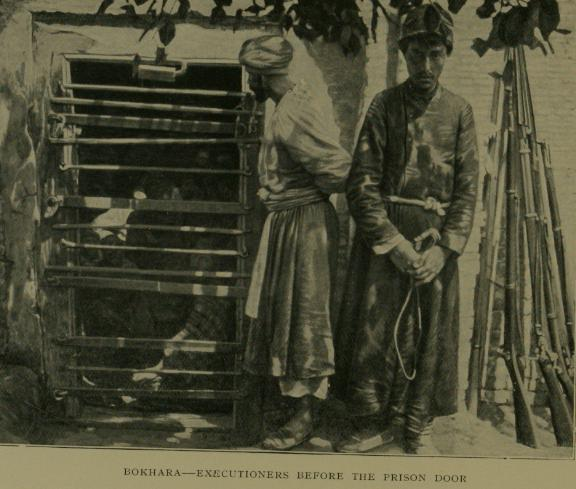
Les bourreaux à la porte de la prison de Boukhara, 1909.
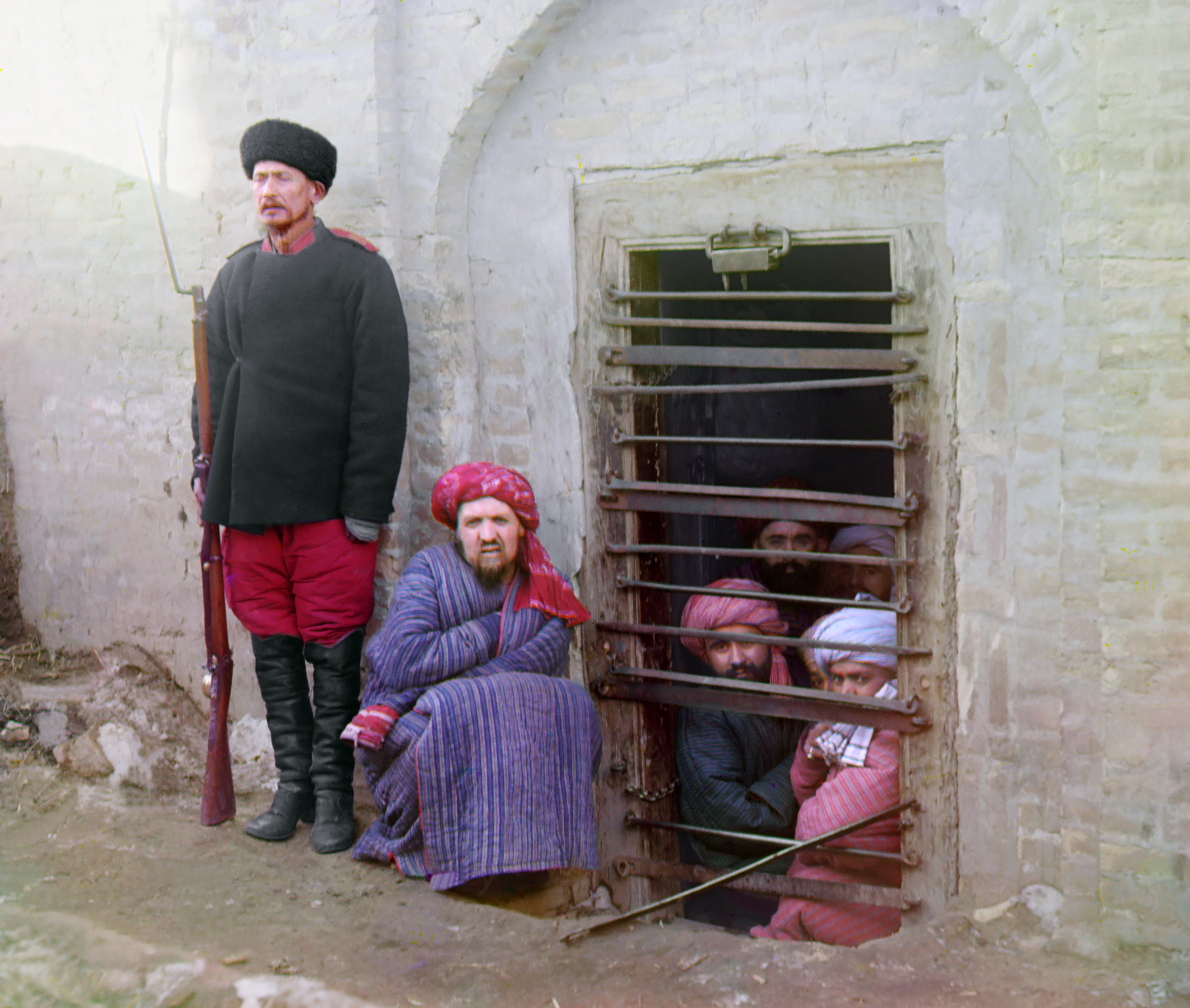
Boukhara. Photo de S.M. Prokudin-Gorsky, 1915.
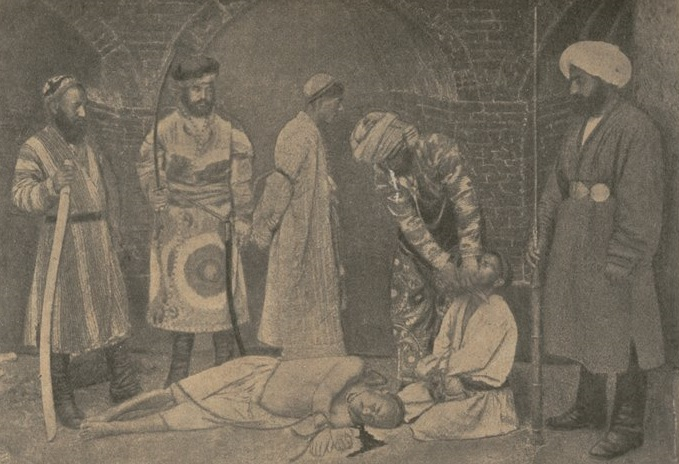
Le processus de décapitation des condamnés à mort à Boukhara, 1913.
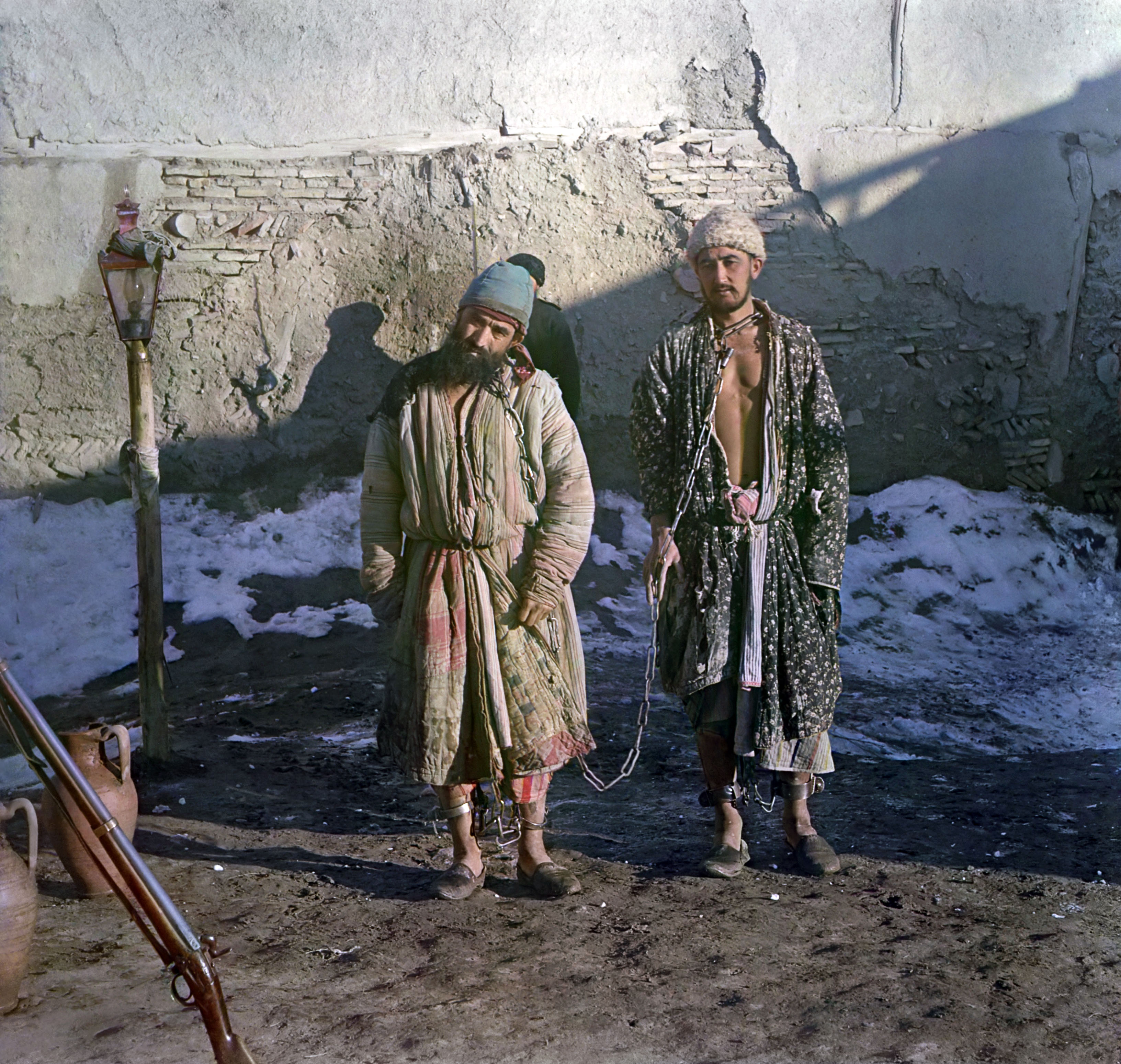
Prisonniers à Boukhara.